# كارمين مولارو
كارمين مولارو (بالإيطالية: Carmine Molaro)‏ (مواليد 20 فبراير 1975) هو ملاكم إيطالي، مثّل بلاده في الألعاب الأولمبية الصيفية 1996.

## روابط خارجية
كارمين مولارو على موقع اللجنة الأولمبية الدولية (الإنجليزية)
- كارمين مولارو على موقع أوليمبيديا (الإنجليزية)